# Euskal Bizikleta
La Euskal Bizikleta (it. Bicicletta Basca; es. Bicicleta Vasca) era una corsa a tappe maschile di ciclismo su strada, che si svolse nei Paesi Baschi, in Spagna, ogni anno nel mese di giugno. Dal 2005, fino alla sua chiusura, fece parte circuito UCI Europe Tour, classe 2.HC.

## Storia
La prima edizione è datata 1952, ma con il nome di Eibarko Bizikleta. Nel 1969 la competizione cambiò nuovamente nome in Euskal Herriko Itzulia (Giro dei Paesi Baschi o, in spagnolo, Vuelta al País Vasco). Anche la sua organizzazione era diversa e pertanto gli annali sono distinti rispetto a quelli della Bizikleta. Solo nel 1987, con il nome di Arrateko Igoera, si ritornò allo schema classico della corsa, che prenderà il nome definitivo nel 1991.
Nel 2009 c'è stata la seconda fusione con la Vuelta al País Vasco.

## Percorso
La gara è suddivisa in 5 tappe: nelle ultime edizioni, la prima tappa ha preso il via da Eibar nella provincia di Gipuzkoa, la quarta è in realtà composta da due semitappe (di cui una cronometro individuale).

## Albo d'oro

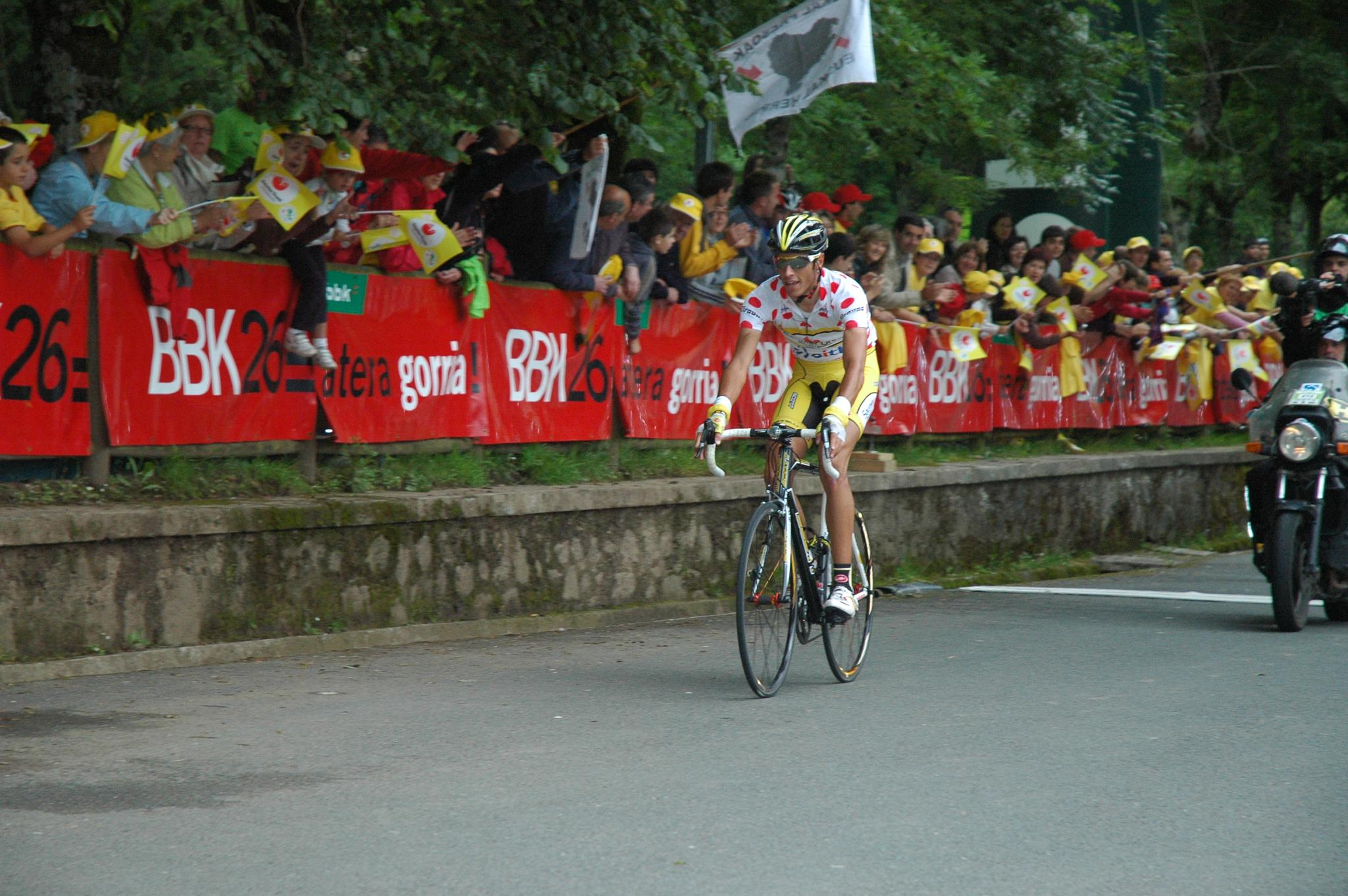
Eros Capecchi, vincitore dell'edizione 2008

Aggiornato all'edizione 2008.
| Anno                              | Vincitore                | Secondo                   | Terzo                     |
| Eibarko Bizikleta                 | Eibarko Bizikleta        | Eibarko Bizikleta         | Eibarko Bizikleta         |
| --------------------------------- | ------------------------ | ------------------------- | ------------------------- |
| 1952                              | Louis Caput              | Willy Kemp                | Hortencio Vidaurreta      |
| 1953                              | Vicente Iturat           | Francisco Masip           | Lido Sartini              |
| 1954                              | José Serra               | Federico Bahamontes       | Hortencio Vidaurreta      |
| 1955                              | José Escolano            | Vicente Iturat            | Bernardo Ruiz             |
| 1956                              | Jesús Loroño             | Jesús Galdeano            | Miguel Bover              |
| 1957                              | Antón Barrutia           | Miguel Vidaurreta         | Carmelo Morales           |
| 1958                              | Jesús Loroño             | Antonio Karmany           | Antonio Suárez            |
| 1959                              | Antón Bertran            | Fernando Manzaneque       | Salvador Botella          |
| 1960                              | Benigno Aspuru           | Jean-Claude Annaert       | Carmelo Morales           |
| 1961                              | Antonio Karmany          | Jean-Claude Annaert       | Luis Otaño                |
| 1962                              | Rolf Wolfshohl           | Antonio Karmany           | Francisco Gabica          |
| 1963                              | Juan José Sagarduy       | Antonio Karmany           | Fernando Manzaneque       |
| 1964                              | Carlos Echeverría        | Júlio Jiménez             | Joaquín Galera            |
| 1965                              | Sebastián Elorza         | Luis Otaño                | José Luis Talamillo       |
| 1966                              | Eusebio Vélez            | Lucien Aimar              | José Maria Errandonea     |
| 1967                              | Carlos Echeverría        | José María Errandonea     | José Luis Uribezubia      |
| 1968                              | José María Errandonea    | Aurelio González          | Francisco Gabica          |
| Arrateko Igoera-Eibarko Bizikleta |                          |                           |                           |
| 1987                              | Marino Lejarreta         | Pedro Muñoz               | Iñaki Gastón              |
| 1988                              | Jokin Mujika             | Robert Millar             | Charly Mottet             |
| 1989                              | Federico Echave          | Thierry Claveyrolat       | Pedro Muñoz               |
| 1990                              | Thierry Claveyrolat      | Federico Echave           | Francisco Javier Mauleón  |
| Euskal Bizikleta                  |                          |                           |                           |
| 1991                              | Gianni Bugno             | Pëtr Ugrumov              | Miguel Indurain           |
| 1992                              | Franco Chioccioli        | Pëtr Ugrumov              | Danny Nelissen            |
| 1993                              | Pëtr Ugrumov             | Franco Chioccioli         | Stefano Della Santa       |
| 1994                              | Stefano Della Santa      | Evgenij Berzin            | Davide Rebellin           |
| 1995                              | Evgenij Berzin           | Alex Zülle                | Francesco Frattini        |
| 1996                              | Miguel Indurain          | Alex Zülle                | Marcelino García          |
| 1997                              | Abraham Olano            | Fernando Escartín         | Daniel Clavero            |
| 1998                              | Abraham Olano            | Aitor Garmendia           | Laurent Jalabert          |
| 1999                              | David Etxebarria         | José Alberto Martínez     | Unai Osa                  |
| 2000                              | Haimar Zubeldia          | Igor González de Galdeano | David Etxebarria          |
| 2001                              | Juan Carlos Domínguez    | Joseba Beloki             | Igor González de Galdeano |
| 2002                              | Mikel Zarrabeitia        | Raimondas Rumšas          | José Azevedo              |
| 2003                              | José Antonio Pecharromán | Joseba Beloki             | Francesco Casagrande      |
| 2004                              | Roberto Heras            | Roberto Laiseka           | Samuel Sánchez            |
| 2005                              | Eladio Jiménez           | Adrián Palomares          | Aketza Peña               |
| 2006                              | Koldo Gil                | David Herrero             | Jesús del Nero            |
| 2007                              | Constantino Zaballa      | Jörg Jaksche              | José Miguel Elías         |
| 2008                              | Eros Capecchi            | Igor Antón                | Adrián Palomares          |